# Franz Ottokar von Starhemberg
Graf Franz Ottokar von Starhemberg (* 9. Mai 1662 in Wien; † 21. Oktober 1699 in Stockholm) war ein kaiserlicher Diplomat.

## Herkunft
Seine Eltern waren Konrad Balthasar von Starhemberg und dessen zweiter Ehefrau der Gräfin Katharina Franziska von Cavriani. Sein Halbbruder Ernst Rüdiger war der bekannte Verteidiger von Wien, sein Bruder Gundakar Thomas war Finanzfachmann.

## Leben
Starhemberg widmete sich der diplomatischen Laufbahn. Er wurde wirklicher geheimer Rat sowie kaiserlicher Gesandter und bevollmächtigter Minister am königlich schwedischen Hof in Stockholm. Außerdem erhielt er von seinem Bruder Ernst Rüdiger ein großes Majorat. Starhemberg war auch ein überzeugter Katholik, was ihm im protestantischen Schweden immer wieder in Schwierigkeiten brachte. So gründete er die „nordischen Stiftung“. Dafür erhielt er vom Papst Innozenz XII. die Erlaubnis ein Kollegium in Linz zu gründen, dessen Aufgabe es war, den katholischen Glauben nach Skandinavien zu bringen. So kam schon im Jahr 1698 sechs junge Männer nach Rom zum Kollegium Propaganda fide, die vom Kaplan der Gesandtschaft dem Jesuiten Pater Martin Gottscheer (1648–1731) geschickt wurden. Von diesem erwarben fünf theologischen Doktorgrad, um dann aber nach Linz in Oberösterreich zu gehen. Dort errichtete er das Seminar der Nordischen Stiftung (Collegium nordicum heute Stadtmuseum). Die Verwirklichung seiner Stiftung hat der Graf selbst nicht mehr erlebt; sie wurde von seinem Sohn Conrad Sigismund Anton weitergeführt. Zu den großzügigen Unterstützern gehörte neben seinem Bruder Gundakar Thomas, auch die Kaiser Joseph I. und Karl VI. die jeweils 20.000 Gulden spendeten. Starhemberg bereitete bereits seine Abreise vor, als er 1699 überraschend in Stockholm starb. Seine Leiche wurde überführt und am 3. Januar 1700 in die Familiengruft in Eferding beigesetzt.

## Familie
Starhemberg heiratete 1687 die Gräfin Maria Cäcilie von Rindsmaul (* 2. Juli 1669; † 17. August 1737), Tochter des Geheimen Rats Johann Otto von Rindsmaul (1620–1667). Das Paar hatte vier Söhne und zwei Töchter:
- Konrad Sigismund Quintus Anton (~25. Februar 1689; † 28. September 1727) ⚭ 1710 Prinzessin Maria Leopoldine zu Löwenstein-Wertheim-Rochefort (* 26. Mai 1689; † 24. August 1763)
- Leopold Ansgar (* 4. Februar 1693; † 27. Juni 1769), Domherr in Salzburg[5]
- Gundakar (* 9. Juli 1696; † 9. September 1716), gefallen bei Temesvár
- Maria Eleonora (* 5. April 1691; † 28. Juni 1745) ⚭ 1708 Graf Antonio Rambaldo di Collalto e San Salvatore (* 5. März 1681; † 1741), Geheimer Rat
- Friedrich (1698–1698)
- Maria Ernestine (* 6. Oktober 1698; † 17. Juli 1724) ⚭ Reichsgraf Julius von Hamilton (* 1685; † 13. Juli 1759)